# Royal Trux
Royal Trux war eine US-amerikanische Rockband. Kernmitglieder waren Jennifer Herema und Neil Hagerty. Weitere Sessionmusiker nahmen an den Aufnahmen teil, wurden aber nicht zu festen Mitgliedern der Band.

## Geschichte
1987 war Hagerty Gitarrist bei der Avantgarde-Noise-Band Pussy Galore in Washington DC,
jedoch begann er parallel dazu seine eigenen künstlerischen Vorstellungen zu verwirklichen und gründete mit seiner Freundin Jennifer Herema die Band Royal Trux. Ihr erstes Album veröffentlichten sie 1987 mit dem Titel Royal Trux auf dem Independent-Label Drag City. Ehemalige Pussy-Galore-Mitglieder gründeten später The Jon Spencer Blues Explosion und Boss Hog.
Nachdem das Paar nach San Francisco zog, veröffentlichten sie 1990 das Doppel-Album Twin Infinitives. Darin werden klassische Songstrukturen aufgelöst, die Musik ist zumeist dissonant. Die britische Musikzeitschrift Melody Maker schrieb 1993 zu dem Album:

“Royal Trux really started to get attention with the follow-up, 1990’s ‚Twin Infinitives‘, an addled sprawl of inspired self-indulgence and lo-fi experimentalism that defies description. Comparison’s with Captain Beefheart's ‚Trout Mask Replica‘ or Can’s ‚Tago Mago‘ apply only in so far that this formidably, forbiddingly unhinged record seems to have slipped free of the physical laws that govern terrestrial music.”

Nach dem von Nirvana ausgelösten Indie-Rock-Hype bekam Royal Trux einen Vertrag bei dem Major-Label Virgin. Nach zwei Alben Thank You (1995) und Sweet Sixteen (1997) wurde der Vertrag aufgelöst.
Die Band kehrte daraufhin zu ihrem alten Label zurück, wo sie im April 1998 Accelerator veröffentlichten. Der Track Juicy, Juicy, Juice auf Accelerator bekam bei einigen deutschen Radiosendern Airtime, so z. B. beim Zündfunk des BR, was die Bekanntheit der Band in Deutschland steigerte.
Auf Accelerator folgte 1999 Veterans of Disorder, auf diesem Album macht Royal Trux einen Ausflug durch mehrere Subgenres des Rock.
Nach der Veröffentlichung von Pound for Pound im Juni 2000 haben sich Hagerty und Herema getrennt. Hagerty hat ein Solo-Projekt unter dem Namen Neil Michael Hagerty begonnen, aus dem die Band The Howling Hex entstanden ist. Herema hat 2004 mit ihrer Band RTX ein Album auf Drag City veröffentlicht.

## Stil
Die Musik von Royal Trux enthält Noise-Elemente, ist häufig dissonant. Laut Haggerty ist das gesamte Werk von Royal Trux harmolodisch (siehe auch: Ornette Coleman).

“But underneath all the weird shit, we still had our roots, the music we loved at school like AC/DC, Led Zep, Stones. We still judged everything in terms of whether it was lame or rocking.”

Twin Infinitives wurde in die „Wire-Liste“ The Wire’s „100 Records That Set the World on Fire (While No One Was Listening)“ aufgenommen.

## Diskografie
- Royal Trux, 1988
- Twin Infinitives, 1990
- Royal Trux (Third Album), 1992
- Cats & Dogs, 1993
- Thank You, 1995
- Sweet Sixteen, 1997
- Singles, Live, Unreleased, 1997
- Accelerator, 1998
- Veterans of Disorder, 1999
- Pound for Pound, 2000
- Hand of Glory, 2002
- White Stuff, 2019